# Alopecosa canaricola
Alopecosa canaricola là một loài nhện trong họ Lycosidae.
Loài này thuộc chi Alopecosa. Alopecosa canaricola được Joachim Schmidt miêu tả năm 1982.